# قانون البث
قانون البث هو فرع قانوني يبحث في مجال البث. وتندرج هذه القوانين والأنظمة ضمن محطات الردايو والتلفاز، كما أنها ترتبط وبشكل كبير بخدمات الكبل التلفزيوني وكبل الراديو إضافة إلى  التلفاز الفضائي وراديو القمر الصناعي. وأيضاَ، تمتد إلى شبكات البث الإذاعي وغيرها.
يشمل قانون البث أوساط تقنية لتلك الوسائل إضافةً إلى القضايا المتعلقة بالمحتوى كحقوق النسخ، واستخدام الألفاظ النابية، والمحلية أو الإقليمية. 

## الولايات المتحدة الأمريكية

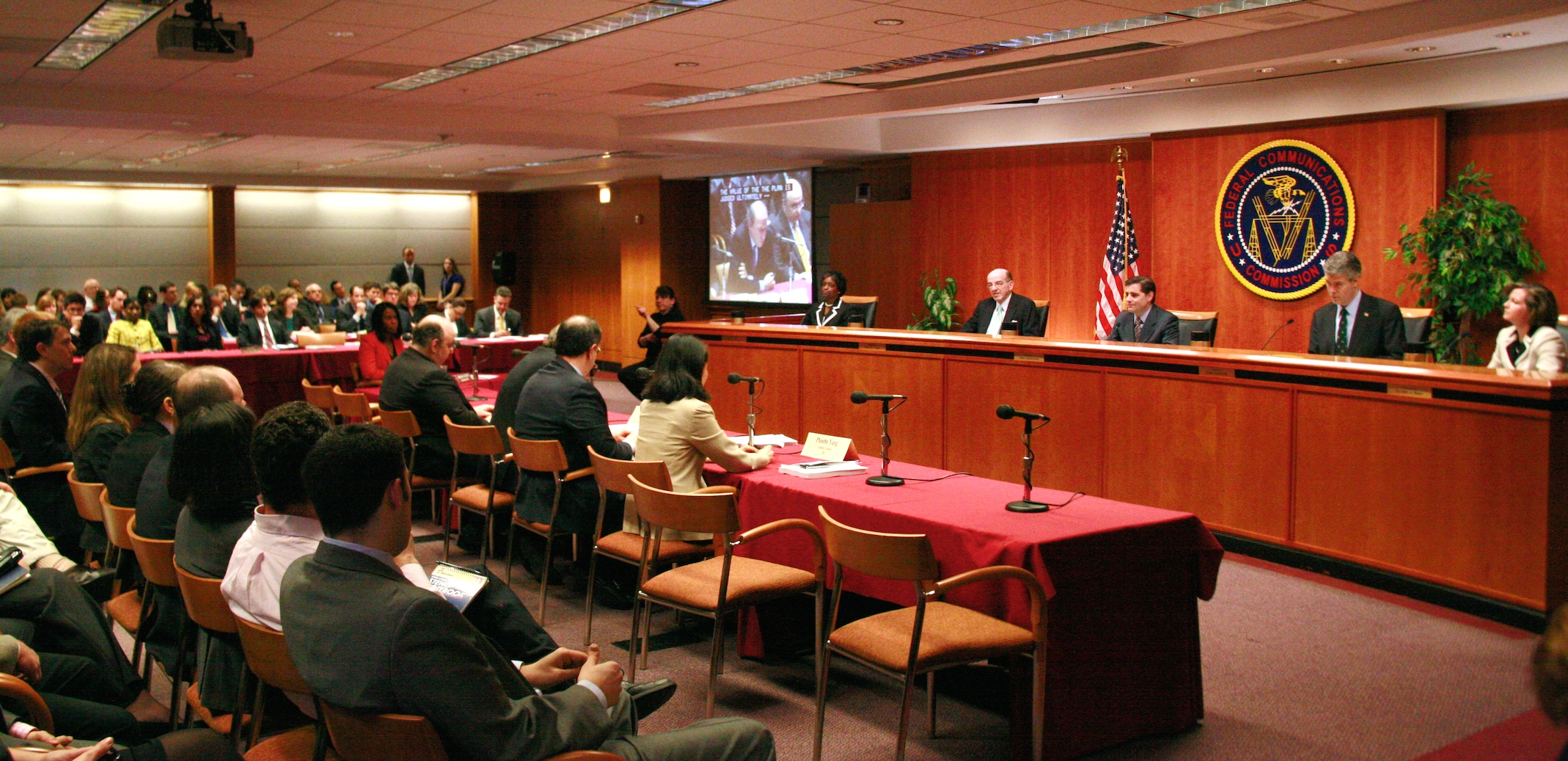
اجتماع عام مفتوح للجنة الاتصالات الفيدرالية (FCC).

تقع أحكام البث في الولايات المتحدة الأمريكية ضمن صلاحيات هيئة الإتصالات الفيدرالية.
تتضمن القائمة أدناه مجموعة من مظاهر البث:
- الذبذبة الخاصة بمحطة الإرسال: ينقسم الطيف إلى صنفين؛ موجات غير مرخصة مثل: مؤشر معهد التزويد الصناعي وبنية أساسية للمعلومات القومية غير المرخصة، وموجات مرخصة مثل: ترددات القنوات التلفزيونية، موجة إف إم، والذبذبة الخاصة بهواية اللاسكي، إلخ.
- البث منخفض التردد.
- مبدأ العدالة.
- البث العام.

### تاريخ صدور قانون البث في الولايات المتحدة
وُضع أول قانون هام للبثّ في الولايات المتحدة عام 1927 وكان قانوناً للراديو. وكان من بين أحكام القانون نصّاً يضمن حق المساواة، ويتيح للمؤسسة القانون نفسه. ينص القانون على أن محطات الراديو والتلفزيون وأنظمة الكبل والمبتكرة لأنظمتها يجب عليها اتباع المعايير السياسية تبعاً للقانون أثناء البيع أو البث المباشر. وهناك قلقٌ حيال إمكانية محاولة بعض المذيعين بالتلاعب بالانتخابات التي تقود إلى المبادرة بها من قبل مشرعي القوانين؛ وذلك في حال عدم إتاحة فرص مساوية لأصحاب الكفاءات والمتقدمين. طوّر قانون الاتصالات لعام 1934 قانون البث وبند الوقت المتعادل والمُنصّ عليه في القسم 315 من قانون الاتصالات.
اعتبر قانون الاتصالات لعام 1934 العلامة الفارقة في تاريخ قانون البث لأنه أوجد هيئة الاتصالات الفيدرالية بهدف «تنظيم التجارة بين الولايات أو الدول أو التجارة الأجنبية في مجال الاتصالات السلكي والراديوي من أجل إتاحتها لكل شعب الولايات المتحدة الأمريكية دون التمييز القائم على العرق أو اللون أو الديانة أو الأصل أو الجنس. جعله متوفراً بفعالية وسرعة وانتشار واسع على مستوى خدمات الاتصالات العالمية.» (ويقصد بكلمة «الراديو» في هذا السياق بالبث الإذاعي والتلفازي.) ولدى هيئة الاتصالات الفيدرالية الصلاحية في «تشريع الأنظمة غير المتعارضة مع القانون والتي تعتبر في غاية الأهمية لإيقاف أي تدخل بين المحطات والالتزام بنصوص القانون الثاني.»>
وفي عام 1949، فعّلت هيئة الاتصالات الفيدرالية سياسة، تعود إلى ما يسمى «بمبدأ العدل»، بهدف تحقيق العدل والتوازن في على جميع الأصعدة المتعلقة بقضايا محطات البث. تبنت هيئة الاتصالات الفيدرالية فكرة أن مرخصي المحطة الإذاعية هم مانحو الثقة من الجمهور أو العامة. وإضافةً إلى ذلك، كان للهيئة قانوناً إجباريّاً يقتضي بأهمية الجمهور في النقاشات الإذاعية حول وجهات النظر المتضاربة فيما يتعلق بالقضايا الجدلية. ولاحقاً تم صدور أن من الضروري أن تبحث المحطات الإذاعية عن القضايا التي تهم المجتمع، وإخراج برامجَ على الهواء مباشرةً تناقش تلك المسائل. ضغطت إدارة الرئيس رونالد ريغان على الهيئة لحذف «مبدأ العدل» خلال الثمانينات.

## المملكة المتحدة
شًُرع البث في بريطانيا الأوفكوم منذ عام 2002. ان خدمات برامج البث الإذاعي أو التلفازي بحاجة إلى ترخيص من الأوفكوم وفق قانون البث لعام 1990 أو 1996. كما ويجب أن تتفق البرامج مع كود الأوفكوم للبث تبعاً لما في القسم 319 من قانون الاتصالات لعام 2003 مع العديد من القواعد المتعلقة بالاتصال بأدلة البرامج الإلكترونية، والإعلان، وغيرهما. وتتفق محطة البي بي سي مع بعض وليس جميع متطلبات قواعد البث.
شُرعت خدمات البرامج التلفزيونية التي تعد تحت الطلب ضمن صلاحية «الفيديو تحت الطلب» حيث تقع ضمن الخدمات المشروعة في القسم 368أ من القانون الأول للاتصالات؛ ويجب أن تتفق مع معايير الخدمات المحددة في الجزء الرابع أ من قانون الاتصالات.